# ФК Колубара
ФК Колубара је српски фудбалски клуб из Лазаревца, Београд. Тренутно се такмичи у Српској лиги Београд, трећем такмичарском нивоу српског фудбала.

## Историја
Колубара је током целих 70-их година била сталан члан Српске републичке лиге (3. ранг у СФРЈ) а прве значајне резултате постигла је средином 80-их, тачније од 1983. до 1985., када се такмичила у Другој савезној лиги СФР Југославије. У својој првој друголигашкој сезони (1983-84) заузела је девето место, тачно на средини табеле Друге лиге Исток али је већ следеће сезоне (1984-85) завршила на последњем месту. До распада СФРЈ 1992. године остала је у трећем рангу, у Међурепубличкој лиги Север.
Током последње три деценије углавном је играла у другом или трећем рангу такмичења. Деведесете године Колубара је започела у српској лиги да би се 1998. пласирала у Другу савезну лигу СРЈ и остала у том рангу до 2002. године.
Свој најбољи резултат  у такмичењу за национални Куп, Колубара је постигла 2006. године када је стигла до полуфинала Купа Србије и Црне Горе. Зауставио ју је ОФК Београд победом од 4:1.
Колубара се враћа у Другу лигу Србије 2008. године. Најближа пласману у елиту била је у сезони 2009/10, када је поразом од Телеоптика у последњем колу изгубила друго место у Првој лиги Србије.
Клуб је у сезони 2010/11. заузео 16. место у Првој лиги Србије и требало је да испадне у нижи ранг, али након одустајања БАСК-а од играња у Суперлиги, тај клуб је пребачен у нижи ранг, а Колубара је попунила његово упражњено место у Првој лиги одлуком Фудбалског савеза Србије. Сезону 2012/13. Колубара је завршила на претпоследњем 17. месту и испала у нижи ранг, Српску лигу Београд, али се након само једне сезоне вратила у Прву лигу Србије.
Колубара је у сезони 2020/21. освојила 2. место и први пут у историји се пласирала у Суперлигу Србије.

## Стадион
Стадион ФК Колубара је фудбалски стадион у Лазаревцу. Стадион је капацитета око 2.500 гледалаца. Током 2019. године стадион је добио расвету по стандардима УЕФА, са рефлекторима од 1.500 лукса, средства су обезбеђена уз помоћ Града Београда. Пре тога су постављене стадионске столице на трибинама, па је капацитет овог спортског објекта тренутно 2.500 седећих места.

## Резултати последњих сезона
| Сезона   | Лига          | Поз. | Одиграо | П  | Н  | И  | ГД | ГП | Бод | Куп Србије           | Напомене                                          |
| -------- | ------------- | ---- | ------- | -- | -- | -- | -- | -- | --- | -------------------- | ------------------------------------------------- |
| 1998/99. | 2 - Исток     | 5.   | 21      | 11 | 6  | 4  | 47 | 19 | 39  | Није се квалификовао | 1                                                 |
| 1999/00. | 2 - Север     | 8.   | 34      | 14 | 9  | 11 | 43 | 38 | 51  | Није се квалификовао |                                                   |
| 2000/01. | 2 - Запад     | 5.   | 34      | 14 | 11 | 9  | 45 | 38 | 53  | Није се квалификовао |                                                   |
| 2001/02. | 2 - Запад     | 5.   | 32      | 8  | 8  | 16 | 42 | 53 | 32  | Није се квалификовао | Испао у нижи ранг                                 |
| 2002/03. | 3 - Београд   | 15.  | 34      | 13 | 6  | 15 | 34 | 46 | 45  | Није се квалификовао | Испао у нижи ранг                                 |
| 2003/04. | 4 - Београд   | 1.   | 34      | 23 | 7  | 4  | 73 | 27 | 76  | Није се квалификовао | Ушао у виши ранг                                  |
| 2004/05. | 3 - Београд   | 3.   | 34      | 17 | 6  | 11 | 52 | 37 | 57  | Није се квалификовао | Изгубили у баражу за улазак у виши ранг           |
| 2005/06. | 3 - Београд   | 5.   | 38      | 17 | 9  | 12 | 53 | 54 | 60  | Полуфинале           |                                                   |
| 2006/07. | 3 - Београд   | 2.   | 34      | 24 | 6  | 4  | 74 | 29 | 78  | Није се квалификовао |                                                   |
| 2007/08. | 3 - Београд   | 1.   | 30      | 18 | 7  | 5  | 40 | 18 | 61  | Није се квалификовао | Ушао у виши ранг                                  |
| 2008/09. | 2 - Прва лига | 11.  | 34      | 10 | 12 | 12 | 33 | 36 | 42  | Није се квалификовао |                                                   |
| 2009/10. | 2 - Прва лига | 3.   | 34      | 14 | 14 | 6  | 37 | 31 | 56  | Шеснаестина финала   |                                                   |
| 2010/11. | 2 - Прва лига | 15.  | 34      | 9  | 9  | 16 | 33 | 43 | 33  | Осмина финала        | Испао, па накнадно враћен одлуком ФСС             |
| 2011/12. | 2 - Прва лига | 11.  | 34      | 12 | 7  | 15 | 35 | 43 | 43  | Осмина финала        |                                                   |
| 2012/13. | 2 - Прва лига | 17.  | 34      | 6  | 9  | 19 | 30 | 48 | 27  | Шеснаестина финала   | Испао у нижи ранг                                 |
| 2013/14. | 3 - Београд   | 1.   | 30      | 17 | 7  | 6  | 47 | 29 | 58  | Није се квалификовао | Ушао у виши ранг                                  |
| 2014/15. | 2 - Прва лига | 11.  | 30      | 9  | 11 | 10 | 34 | 43 | 38  | Није се квалификовао |                                                   |
| 2015/16. | 2 - Прва лига | 7.   | 30      | 11 | 9  | 10 | 29 | 28 | 42  | Није се квалификовао |                                                   |
| 2016/17. | 2 - Прва лига | 13.  | 30      | 7  | 11 | 12 | 28 | 35 | 32  | Шеснаестина финала   | Испао у нижи ранг                                 |
| 2017/18. | 3 - Београд   | 10.  | 30      | 10 | 9  | 11 | 38 | 46 | 39  | Претколо             |                                                   |
| 2018/19. | 3 - Београд   | 3.   | 30      | 20 | 5  | 5  | 69 | 33 | 36  | Шеснаестина финала   | Пласирали се у виши ранг након повлачења Бежаније |
| 2019/20. | 2 - Прва лига | 5.   | 30      | 13 | 8  | 9  | 35 | 25 | 47  | Није се квалификовао |                                                   |
| 2020/21. | 2 - Прва лига | 2.   | 34      | 21 | 6  | 7  | 53 | 31 | 69  | Шеснаестина финала   | Пласирали се у Суперлигу први пут у историји      |
| 2021/22. | 1 - Суперлига | 10.  | 37      | 14 | 4  | 19 | 42 | 65 | 46  | Осмина финала        |                                                   |
1 Првенство прекинуто због НАТО бомбардовања.

## Тренутни састав
Ажурирано 25. фебруара 2023.
| Бр. |                     | Позиција | Играч               |
| --- | ------------------- | -------- | ------------------- |
| 1   | Црна Гора           | Г        | Балша Поповић       |
| 3   | Србија              | О        | Андрија Радовановић |
| 4   | Србија              | О        | Иван Ћорковић       |
| 5   | Србија              | О        | Никола Васиљевић    |
| 6   | Босна и Херцеговина | О        | Мехмед Ћосић        |
| 7   | Србија              | С        | Срђан Кочић         |
| 8   | Нигерија            | С        | Абдул Зубаиру       |
| 9   | Хрватска            | Н        | Анте Вукушић        |
| 10  | Србија              | С        | Вања Илић           |
| 11  | Хрватска            | Н        | Дражен Багарић      |
| 12  | Србија              | Г        | Марко Гуџулић       |
| 13  | Србија              | О        | Ненад Кочовић       |
| 14  | Србија              | С        | Слободан Симовић    |
| 15  | Камерун             | С        | Доналд Молс         |
| 16  | Србија              | С        | Горан Лончар        |

| Бр. |                     | Позиција | Играч                    |
| --- | ------------------- | -------- | ------------------------ |
| 17  | Србија              | С        | Милош Ђокић              |
| 18  | Србија              | С        | Марко Мркић              |
| 21  | Србија              | О        | Зоран Гајић              |
| 22  | Босна и Херцеговина | С        | Дамир Садиковић          |
| 23  | Грчка               | С        | Немања Милојевић         |
| 24  | Србија              | О        | Илија Милићевић          |
| 25  | Црна Гора           | С        | Немања Николић (капитен) |
| 26  | Србија              | О        | Иван Татомировић         |
| 28  | Црна Гора           | Н        | Урош Ђурановић           |
| 30  | Србија              | С        | Вељко Илић               |
| 44  | Црна Гора           | О        | Емир Аземовић            |
| 66  | Србија              | О        | Василије Бакић           |
| 73  | Србија              | С        | Вукашин Радосављевић     |
| 94  | Србија              | Г        | Дејан Станивуковић       |

## Познати бивши играчи
- Дејан Ђурђевић
- Небојша Јоксимовић
- Никола Трајковић
- Драган Чадиковски
- Саво Крстић
- Немања Матић
- Саша Јовановић